# Concordia parvae res crescunt, discordia maximae dilabuntur

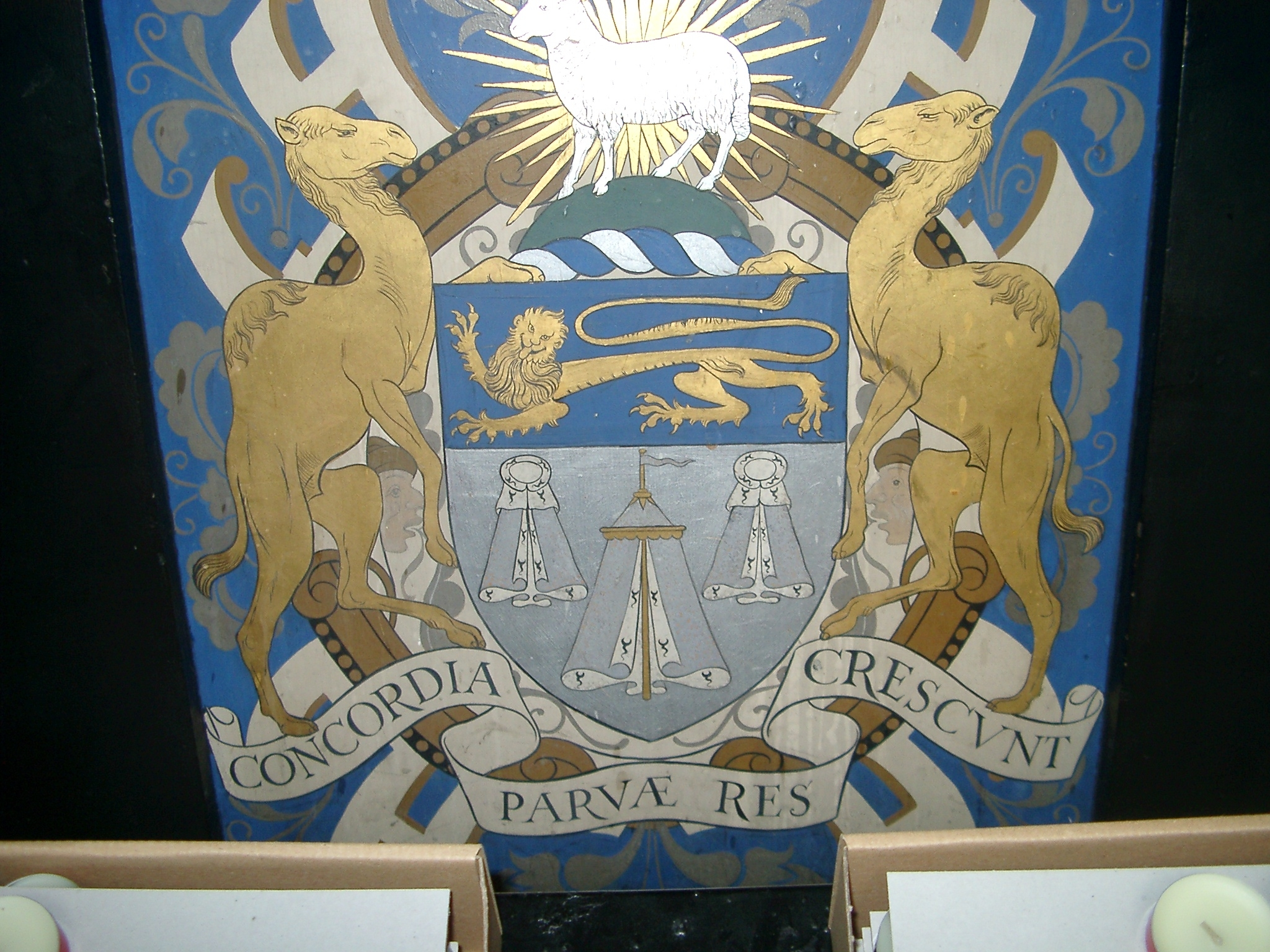
Stemma della Worshipful Company of Merchant Taylors

La frase latina concordia parvae res crescunt, discordia maximae dilabuntur (letteralmente nell'armonia anche le piccole cose crescono, nel contrasto anche le più grandi svaniscono) deriva dal Bellum Iugurthinum (10, 6) di Sallustio.
La frase viene citata ogni qualvolta necessiti un richiamo ad una forte unità, ad un forte spirito di concordia.
In maniera prettamente pedagogica sottintende come, per sviluppare e raggiungere un obiettivo comune, occorra agire nella massima concordia e come, in senso opposto - cioè in aperta discordia -, ogni pur meritevole e ambito scopo è destinato a fallire miseramente.

## Origine
In punto di morte Micipsa, re della Numidia e alleato dei romani, decise di affidare il suo regno ai figli Aderbale e Iempsale, affiancando loro il nipote Giugurta, distintosi precedentemente nella guerra contro Numanzia combattuta a fianco di Roma. 
Nel discorso che Micipsa fa ai tre giovani viene esaltata l'amicizia come unica fonte per conservare intatto e prospero il regno: 

## Utilizzo

Stemma della Repubblica delle Sette Province Unite con il motto Concordia parvae res crescunt

Tito Livio nelle sue Storie ripete – sotto altra forma – il medesimo concetto:
(Il, 24 e X, 2)
Concordia parvae res crescunt fu il motto della Repubblica delle Sette Province Unite. La frase di Sallustio, nella sua forma completa, è anche il motto della Polisportiva S.S. Lazio e dell'Unione femminile nazionale, sodalizio fondato a Milano nel 1899 per l'emancipazione delle donne attraverso l'acquisizione di diritti politici, sociali e civili.